# Krajcár

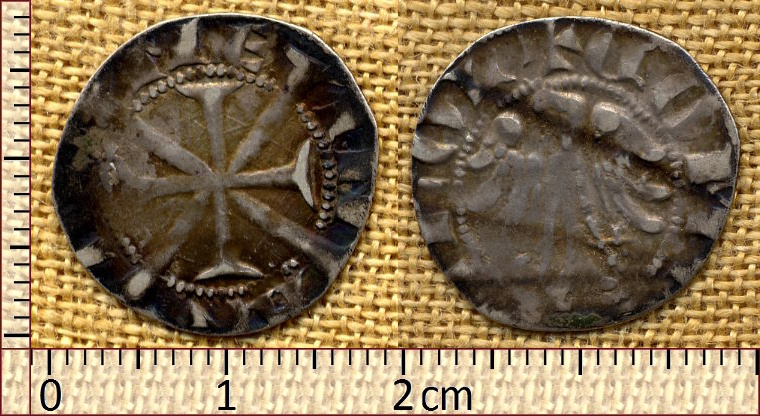
Tiroli garas 1280-ból, a krajcár névadója

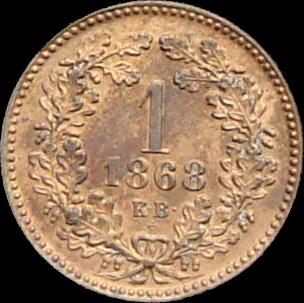
1868-as egykrajcáros érme

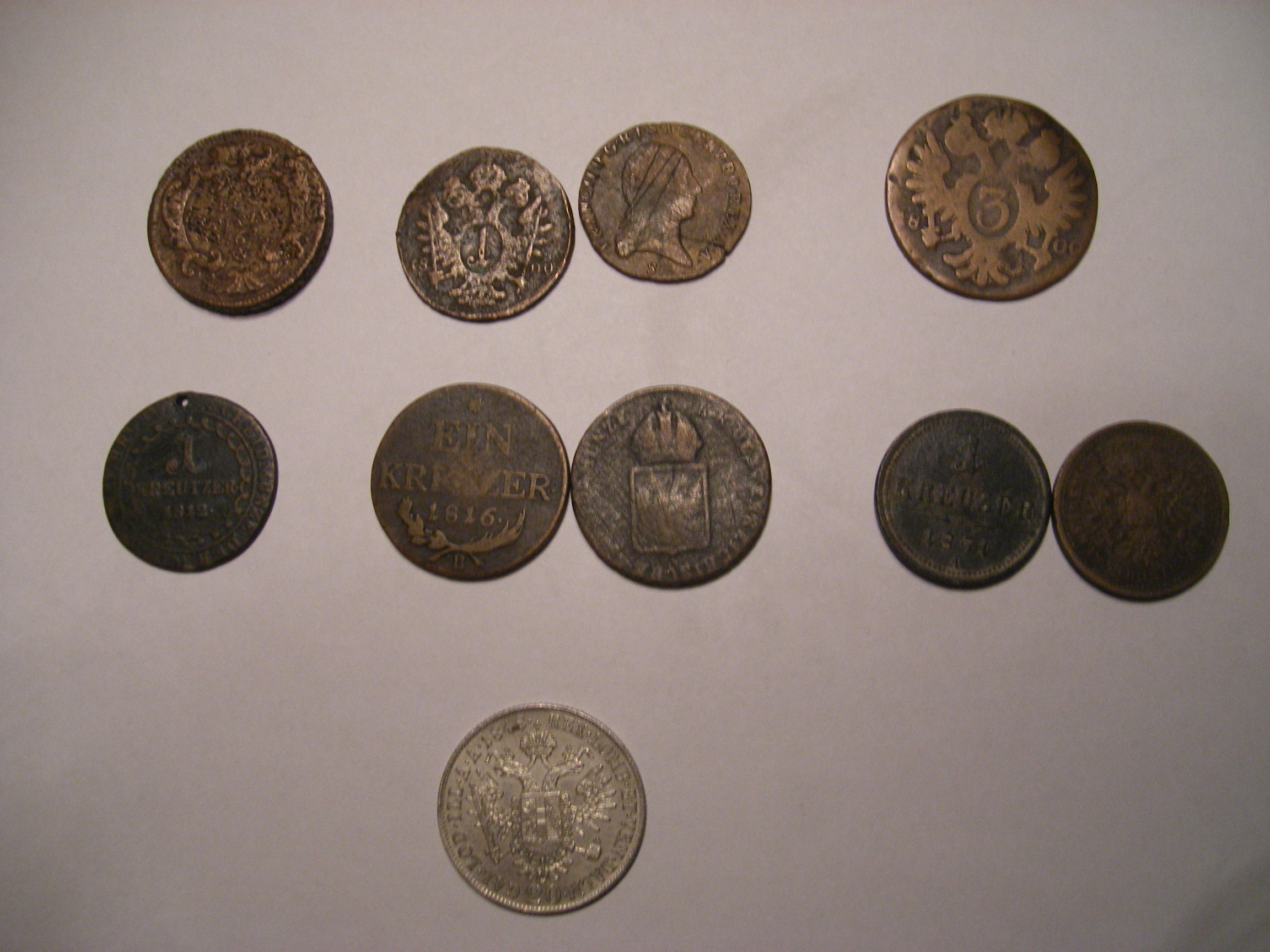
18–19. századi osztrák krajcárérmék

A krajcár (korabeli magyar helyesírással krajczár, németül Kreuzer, latinul cruciferus) kis értékű ezüst- és rézpénz, amit az Osztrák Császárságban, Svájc német nyelvű kantonjaiban és a délnémet államokban használtak a 16–19. században. Nevét egy 1271-ben Meranóban kibocsátott tiroli garasról kapta, amely keresztet (Kreuz) ábrázolt. Magyarországon a Habsburg-uralom idején, a 18. században jelent meg és 1892-ig volt forgalomban. 1857-ig a konvenciós forint (1 forint = 60 krajcár), 1858–1892 között az osztrák értékű forint váltópénze (1 o. é. forint = 100 krajcár) volt.

## A krajcár Ausztriában és Magyarországon
A krajcár I. Lipót uralkodása alatt jelent meg ezüstpénzként (1, 2, 3, 6, 15 krajcáros címletekkel), de csak 1754-ben vált fő váltópénzzé, amikor bevezették a konvenciós tallért, mely 2 forintra (gulden) és 120 krajcárra („konvenciós krajcár”) oszlott. Mária Terézia uralkodása idején réz (¼, ½, 1 krajcár) és ezüst (1, 3, 6, 7, 10, 15, 17, 20, 30 krajcár) krajcárérméket egyaránt kibocsátottak.
A napóleoni háborúk idején (1800-as és 1807-es évszámmal) ideiglenesen réz váltópénzzel váltották fel (¼, ½, 1, 3, 6, 15, 30 krajcár), de 1814-ben visszatértek az ezüst (3, 5, 10, 20 krajcár) váltópénzek veréséhez. 1849-ben magyar címerrel és felirattal ellátott réz 1 és 3, valamint ezüst 6 krajcárost bocsátottak ki.
1857-ben az osztrák valutareform során új guldent (forintot) vezettek be, mely 100 krajcárra oszlott. 5/10, 1 és 4 krajcáros réz, valamint 5, 10 és 20 krajcáros ezüst váltópénzeket bocsátottak ki. Az 1867-es kiegyezés után magyar felirattal és címerrel ellátott krajcárok kerültek forgalomba. 1892-ben a korona lett a fő pénzegység, mely 100 fillérre oszlott (50 krajcárnak felelt meg), a korábbi érmék azonban 1897-ig forgalomban maradtak. A népnyelv még sokáig krajcárnak nevezte a kétfilléres érmét.

## A krajcár a német államokban
A Német-Római Birodalomhoz tartozó délnémet területeken terjedt el a 16. század második felében. (Északon a groschen vált a fő váltópénzzé.) 1559-ben értékét a gulden 1/60-ad részében határozták meg. 1 krajcár 4 pfenniget ért. 1754-ben a délnémet krajcár értékét (Kreuzer Landmünze) a konvenciós tallér 1/144-ed részében határozták meg. 1837-ben a délnémet államok (Bajorország, Baden, Württemberg, Hohenzollern (tartomány), Frankfurt (Oder) kerület) valutauniót kötöttek. A gulden és a krajcár 1873-ban, a márka bevezetésével tűnt el a forgalomból. (1 gulden 1,71 márkának felelt meg.) Kisebb címletű váltópénzek (a heller a krajcár 1/8, a pfennig ¼ részének felelt meg) és a 4 krajcár értékű, svájci eredetű batzen is forgalomban volt a 19. században.